# زبیگنیف کوچانوویچ
زبیگنیف کوچانوویچ (لهستانی: Zbigniew Koczanowicz، ‏ تلفظ لهستانی: [ˈzbiɡɲɛf]؛ ‏ ۵ اکتبر ۱۹۰۹–۲۶ اکتبر ۱۹۸۷) بازیگر و کارگردان نمایش اهل لهستان بود.
از فیلم‌ها یا مجموعه‌های تلویزیونی که وی در آن‌ها نقش داشته‌است، می‌توان به سرنوشت‌های لهستانی، جنگل جوان، چهار تانکچی و یک سگ، گفتار پایانی نورنبرگ، یانوشیک، روزها و شب‌ها، داستان گناه، از دوشنبه‌ها بیزارم، سه گام روی زمین، بال‌های سیاه و حقیقت اشاره نمود.